# Manuela Bergerot
Manuela Bergerot Uncal (La Plata, Argentina; 13 de junio de 1976) es una política, activista social y biblioteconomista española, actual portavoz de Más Madrid en la Asamblea de Madrid.

## Biografía
Manuela Bergerot Uncal nació el 13 de junio de 1976 en Argentina. Su padre, Adolfo Bergerot, fue secuestrado por la policía argentina un mes antes de su nacimiento por desplegar una bandera con la leyenda «Videla asesino» en la cancha de Estudiantes de La Plata. A su madre, María de las Mercedes Uncal, la acompañó a dar a luz Laura Carlotto, hija de la presidenta de Abuelas de Plaza de Mayo, Estela de Carlotto, con quien compartía militancia en los Montoneros. Adolfo Bergerot fue obligado a exiliarse y se instaló en España. Solicitó la intervención de Amnistía Internacional para que María de las Mercedes Uncal y su hija pudieran reunirse con él, lo que ocurrió cuando Manuela Bergerot tenía dos años de edad.
Se diplomó en Biblioteconomía, Archivística y Documentación y posteriormente se graduó en Información y Documentación por la Universidad Complutense de Madrid. Ha trabajado en el Museo Arqueológico Nacional, National Geographic y la Fundación Isaac Albéniz. Gran parte de su vida profesional ha estado dedicada a la investigación, la comunicación y la sensibilización en derechos humanos desde una perspectiva de género. Ha sido responsable de comunicación y relaciones institucionales en la querella argentina contra los crímenes del franquismo.
Ha escrito numerosos artículos en distintos medios de comunicación y es coautora de los libros Construyendo memorias entre generaciones y Paisajes de la guerra y la postguerra. Espacios amenazados.

## Trayectoria política
Fue asesora técnica de Podemos entre 2015 y 2019 y responsable de Memoria Democrática del mismo partido en Madrid desde 2017 hasta 2019.
De febrero de 2020 a mayo de 2021 fue asesora de Políticas Sociales en el grupo municipal de Más Madrid del Ayuntamiento de Madrid. 
En junio de 2020 es designada co-portavoz, junto a Pablo Gómez Perpinyà, de la ejecutiva autonómica de Más Madrid y también secretaria de Organización. 
Fue elegida diputada del Grupo Parlamentario Más Madrid en la Asamblea de Madrid en las elecciones a la Asamblea de Madrid de 2021. Es designada coportavoz adjunta junto a María Pastor Valdés, con Mónica García Gómez como portavoz del grupo parlamentario.
Vuelve a ser elegida diputada en las elecciones a la Asamblea de Madrid de 2023 por el mismo grupo parlamentario y también designada coportavoz. El 20 de noviembre de 2023 pasa a sustituir a Mónica García como portavoz del Grupo Parlamentario Más Madrid al ser esta nombrada ministra de Sanidad del Gobierno de España.